# Lophodermium airarum
Lophodermium airarum är en svampart som först beskrevs av Elias Fries, och fick sitt nu gällande namn av Hilitzer 1929. Lophodermium airarum ingår i släktet Lophodermium och familjen Rhytismataceae.   Inga underarter finns listade i Catalogue of Life.